# Le Royaume des fées
El reino de las hadas, estrenada inicialmente en los Estados Unidos como Fairyland, or the Kingdom of the Fairies  y en el Reino Unido como The Wonders of the Deep, or Kingdom of the Fairies,  es una película muda francesa de 1903 dirigida de Georges Méliès.

## Producción
El historiador de cine Georges Sadoul sugirió que la película fue una adaptación libre de La Biche au Bois, una féerie popular de los hermanos Goignard, que se había producido por primera vez en marzo de 1845 en el Théâtre de la Porte Saint-Martin y que se revivió con frecuencia a lo largo del siglo XIX. Una publicación sobre las películas de Méliès del Centre national du cinéma cita la historia de Charles Perrault "La bella durmiente" como la inspiración más directa para la película, con las siete hadas de ese cuento reducidas a cuatro.
El elenco de la película incluye a Georges Méliès como el Príncipe Bel-Azor, Marguerite Thévenard como la Princesa Azurine y Bleuette Bernon como el hada Aurora. Sadoul, al examinar un fotograma de la producción de la película, identificó al actor Durafour como actor secundario.
Si bien la mayor parte de la película se rodó en interiores, la escena del cortejo nupcial cerca del final se filmó al aire libre en el jardín de Méliès, con un caballo real. Los efectos especiales de la película se crearon con maquinaria escénica, panoramas rodantes, modelos en miniatura, pirotecnia, empalmes de sustitución, superposiciones y fundidos.

## Estreno
Le Royaume des fées fue estrenado por Star Film Company de Méliès y está numerado 483–498 en sus catálogos. (En el sistema de numeración de Méliès, las películas se listaban y numeraban según su orden de producción, y cada número de catálogo indica unos 20 metros de película). La película se registró para los derechos de autor estadounidenses en la Biblioteca del Congreso el 3 de septiembre de 1903. 
Según el académico de Méliès John Frazer, la película fue "la producción de Star Film más ambiciosa hasta la fecha" y "fue ampliamente distribuida y fuertemente promocionada". Se preparó una banda sonora original para la proyección de la película en ciudades más grandes. Al igual que con al menos el 4% de la producción total de Méliès (incluidas películas como Un viaje a la luna, El viaje imposible, El sueño del rajá y El barbero de Sevilla), algunas copias se colorearon a mano individualmente y se vendieron a un precio más alto.

## Recepción
Le Royaume des fées, al igual que las igualmente espectaculares películas de Méliès Un viaje a la luna (1902) y El viaje imposible (1904), fue una de las películas más populares de los primeros años del siglo XX. Cuando Thomas L. Tally estrenó la película en su Teatro Lírico de Los Ángeles en 1903 (calificándola como "Mejor que Un viaje a la luna"), Los Angeles Times calificó la película como "una muestra interesante de los límites a los que la película se dirige". "La fabricación puede llevarse a cabo en manos de expertos equipados con tiempo y dinero para llevar a cabo sus dispositivos".

El teórico del cine Jean Mitry la calificó como "sin duda la mejor película de Méliès y, en cualquier caso, la más intensamente poética".
Las copias de la película sobreviven en los archivos cinematográficos del British Film Institute y la Biblioteca del Congreso de los EE.UU.